# Babi (cantante)
Rosa Bárbara Guillén Cantarero (Madrid, España, el 24 de junio de 1999), conocida artísticamente como Babi, es una cantante y compositora española que es reconocida por sencillos como "Lo Jodiste", "Colegas", "rota", "Nasa" y "Flores". Sus temas en YouTube, al cierre de 2021, alcanzan los 190 millones de reproducciones y en Spotify mantiene 1.1 millones de oyentes mensuales.

## Carrera
Comenzó a escribir canciones en 2014 como terapia, influenciada por raperos como Calero y Canserbero, años más tarde empezó a compartir sus temas, que tuvieron una gran acogida en un público joven. Babi se atrevió a iniciar su trayectoria publicando covers en YouTube de algunos artistas como Juancho Marqués o C Tangana.[cita requerida]
Con ritmos pausados Babi define su música como sad aunque se mueve entre el lofi, el rap y el trap. Actualmente cuenta con colaboraciones con Denom, G Sony (rapero), Miranda, Luna Ki, Marc Seguí y Ly Raine, Xenon entre otros.
A pesar de su fama, Babi no ha dado ningún concierto hasta la fecha. A día de hoy sigue sin haber ningún ápice de exposición por parte de la artista, lo que ayuda a reforzar ese halo misterioso que la caracteriza.[cita requerida]
Colaboró con el cantante Macaco para el tema «Me matarás» de la película española No matarás, protagonizada por Mario Casas.
Su última canción en 2024 se titula 888(karma) en la que colabora con Xina mora 

## Discografía

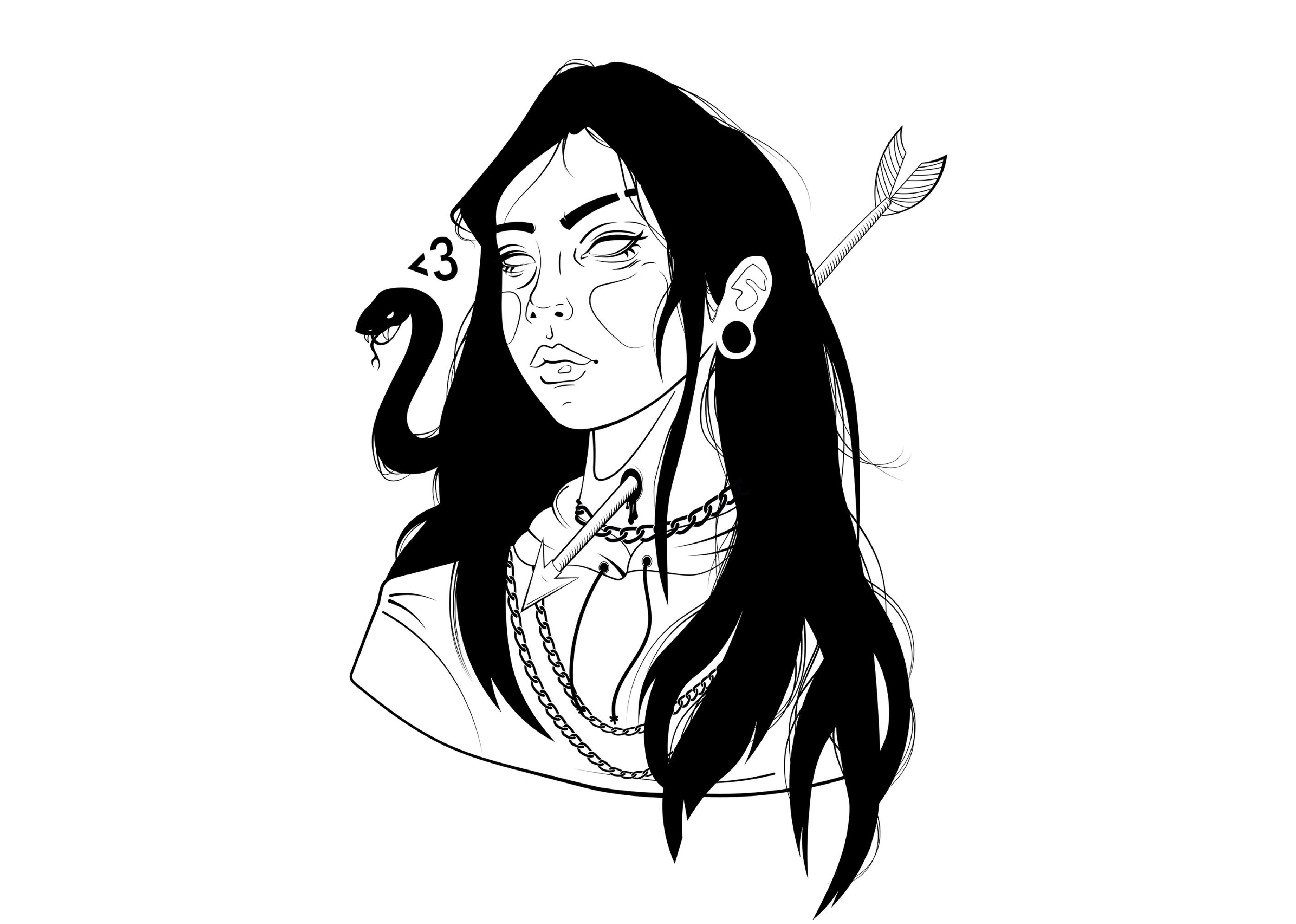

- En canal (2016)
- Desierto (2019)
- Rota (2019)
- Duelo dulce (2019)
- Tu nana (2019)
- A tus brazos no (2019)
- Low Key (2019)
- Lo jodiste (2019)
- Colegas (2019)
- Stressed out (2019)
- Devuélvemelo (2019)
- No queda na (2019)
- Game Ova (2019)
- Me sabe mal (2020)
- Prioridades (2020)
- NASA (2020)
- Amén (2020)
- Se me fue (2020)
- Nací pa esto (2021)
- Lo sabía (2021)
- Disney (2021)
- Incondicional (2021)
- Cocaína (2021)
- Flores (2022)
- Morir de pena (2022)
- No somos iguales (2022)
- No drama (2022)
- Corales (2022)
- Lejos ft. Albany (2022)
- De frente (2023)
- Los mejores (2023)
- Marte ft. Denom (2023)
- Tarde ft. 3AM (2023)
- loca (2024)
- Caro (2024)
- Pa ti (2024)
- Sutura (2025)
- Clean (2025)